# Sizzo, Prinț de Schwarzburg
Günther Sizzo, Prinț def Schwarzburg (3 iunie 1860 – 24 martie 1926) a fost șeful Casei de Schwarzburg și pretendent la conducerea principatelor de Schwarzburg-Rudolstadt și Schwarzburg-Sondershausen.

## Biografie
S-a născut la la Rudolstadt și  fost fiul Prințului suveran de Schwarzburg-Rudolstadt, Friedrich Günther și a celei de-a doua soții, contesa Helena de Raina. Contesa Helene a murit la trei zile după nașterea Prințului Sizzo și a surorii sale gemene, Prințesa Helene. Mama Prințului Sizzo a fost fiica Prințului Georg Bernhard de Anhalt-Dessau din căsătoria morganatică cu Therese Emma von Erdmannsdorf.
Deși mama Prințului Sizzo a fost adoptată de unchiul ei Prințul Wilhem de Anhalt și a primit titlul de prințesă de Anhalt la 1 august 1855 de la Ducele de Anhalt-Dessau, căsătoria părinților ei a fost considerată morganatică. Din acest motiv, Prințul Sizzo nu a putut să folosească titlul de Prinț de Schwarzburg-Rudolstadt, el fiind creat Prinț de Leutenberg la 21 iunie 1860. În ciuda faptului că nu i s-a permis să folosească titlul de Prinț de Schwarzburg-Rudolstadt, lui Sizzo i s-au recunoscut în cele din urmă drepturile de succesiune în principatul Schwarzburg-Rudolstadt, după ce linia masculină a dinastiei s-a stins.

### Recunoașterea drepturilor

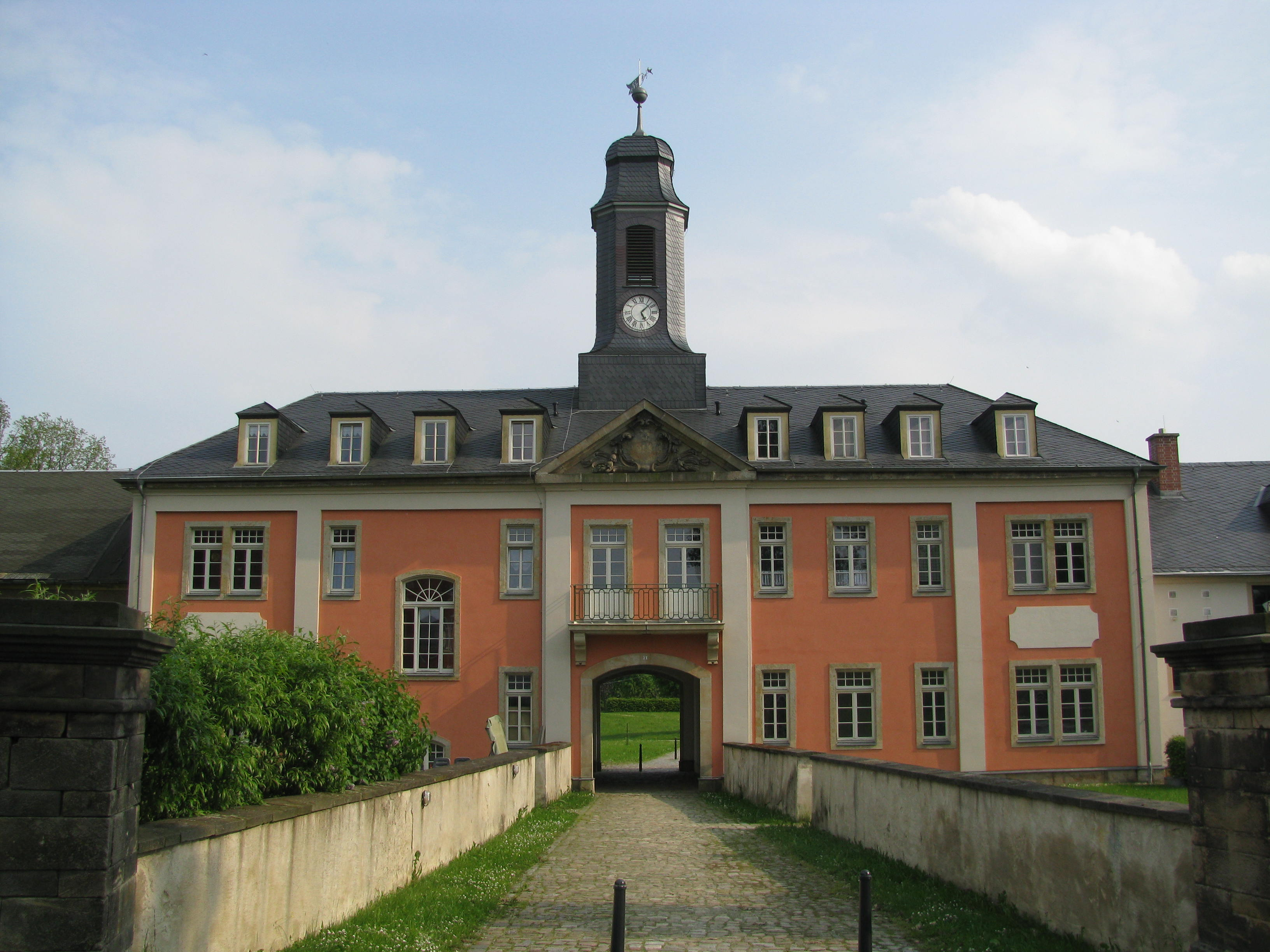
Großharthau, locul decesului Prințului

La 21 aprilie 1896 drepturile de succesiune ale Prințului Sizzo au fost recunoscute de către toți membrii Casei Schwaryburg și în plus a devenit un membru cu drepturi depline al Casei și capabil să utilizeze titlul de Prinț de Schwarzburg. Ca urmare a acordului, Prințul Sizzo a devenit moșenitor prezumtiv al Schwaryburg-Rudolstadt.
După decesul Prințului Karl Günther de Schwarzburg-Sondershausen la 28 martie 1909, ramura Sondershausen s-a stins și principatele Schwarzburg (Schwarzburg-Sondershausen și Schwarzburg-Rudolstadt) s-a unit sub Prințul Günther Victor de Schwarzburg-Rudolstadt. Prin urmare, Prințul Sizzo a devenit moștenitor prezumptiv al celor două principate.
Șansele la sucesiune totuși au luat sfârșit la 22 noiembrie 1918, când Prințul Günther a abdicat în urma Revoluției Germane care a detronat toate monarhiile germane. După moartea Prințului Günther la 16 aprilie 1925, Prințul Sizzo i-a succedat la șefia Casei de Schwarzburg. După mai puțin de un an, Prințul a murit la Großharthau și a fost succedat de singurul său fiu, Prințul Friedrich Günther.

### Căsătorie
La Dessau, la 25 ianuarie 1897, Prințul Sizzo s-a căsătorit cu Prințesa Alexandra de Anhalt. După căsătorie cuplul a locuit la Großharthau. Alexandra și Sizzo au avut trei copii:
- Prințesa Marie Antoinette de Schwarzburg (7 februarie 1898 - 4 noiembrie 1984); s-a căsătorit cu Friedrich Magnus V, Conte de Solms-Wildenfels; a avut copii
- Prințesa Irene de Schwarzburg (1899 - 1939)
- Friedrich Günther, Prinț de Schwarzburg (5 martie 1901 - 9 noiembrie 1971); s-a căsătorit cu Prințesa Sophie de Saxa-Weimar-Eisenach.